# Euphonia trinitatis
L'eufonia di Trinidad od organista di Trinidad (Euphonia trinitatis Strickland, 1851) è un uccello passeriforme della famiglia dei Fringillidi.

## Etimologia
Il nome scientifico della specie, trinitatis, è un riferimento all'areale di questi uccelli, comprendente anche l'isola di Trinidad: il suo nome comune altro non è che la traduzione di quello scientifico.

## Descrizione

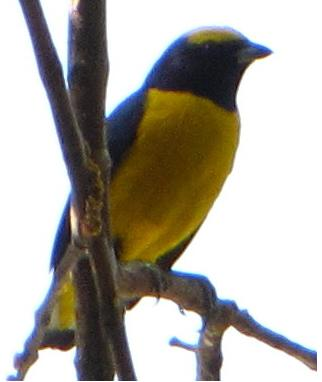
Maschio in Venezuela.

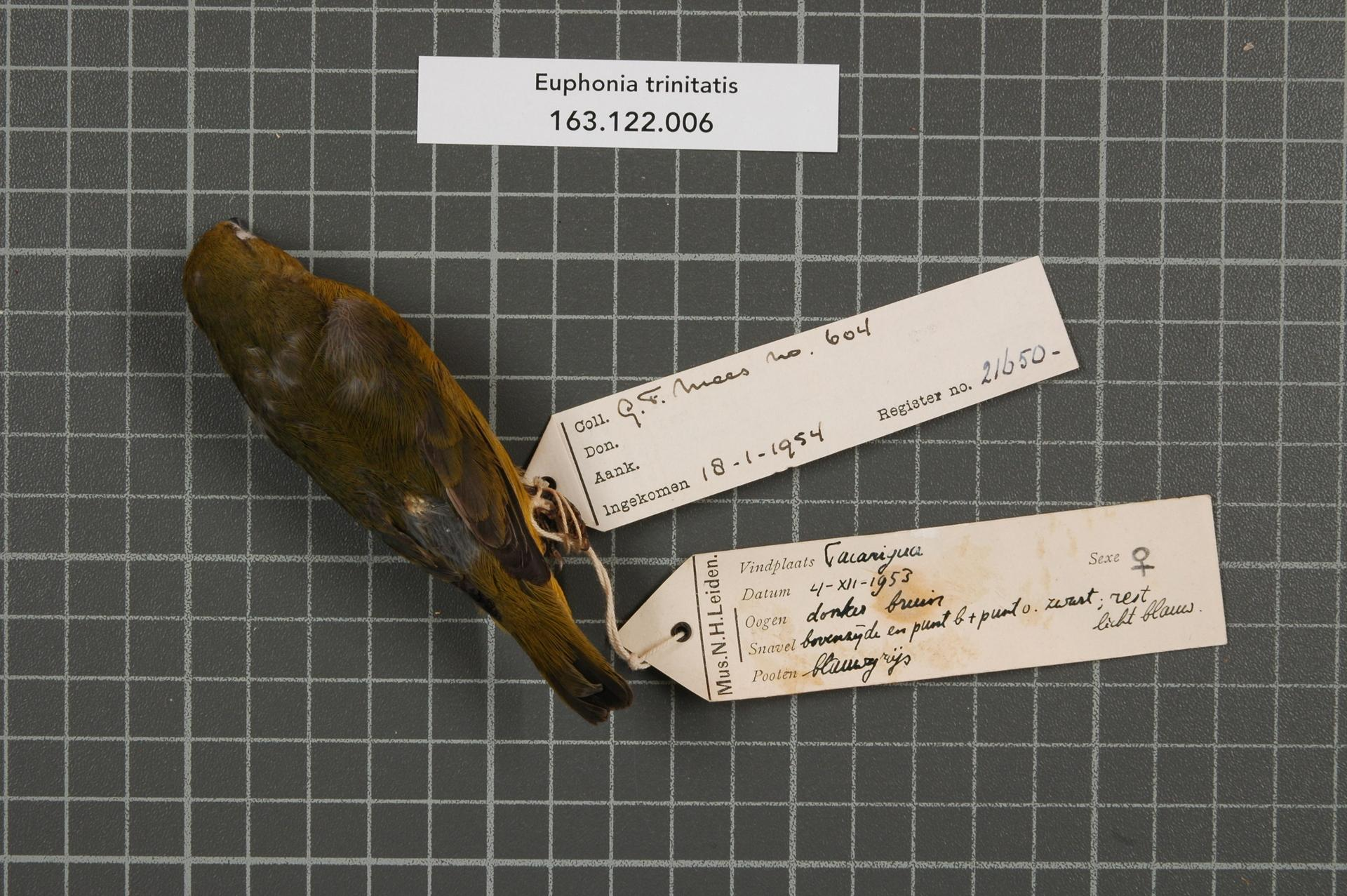
Femmina impagliata.

### Dimensioni
Misura 10 cm di lunghezza, per 8,8-14 g di peso.

### Aspetto
Si tratta di un uccelletto dall'aspetto robusto, munito di testa arrotondata, becco corto e conico, ali appuntite e corta coda squadrata.
Il dimorfismo sessuale è ben evidente: i maschi presentano infatti livrea di colore nero con riflessi metallici bluastri su testa, gola, dorso, ali e coda, mentre fronte e vertice sono gialli, così come di colore giallo oro sono petto, ventre e sottocoda (su quest'ultimo il giallo sfuma nel biancastro).

La femmina, invece, è di colore bruno su tutto il corpo, tendente al verde oliva su area dorsale, faccia e petto e con decise sfumature di colore arancio su fianchi, sottocoda e ai lati del petto, mentre dal centro del petto alla cloaca il piumaggio è di colore bianco. In ambedue i sessi becco e zampe sono di colore nerastro, mentre gli occhi sono di colore bruno scuro.

## Biologia
Si tratta di uccelletti diurni, che passano la maggior parte della giornata alla ricerca di cibo fra la vegetazione cespugliosa o arborea, muovendosi in coppie o in gruppetti di 3-6 individui e tenendosi in contatto mediante richiami pigolanti.

### Alimentazione
L'eufonia di Trinidad è un uccello frugivoro, che si nutre in massima parte di bacche di Loranthaceae, ma anche di altri frutti e bacche e, sebbene in percentuale trascurabile, anche di piccoli invertebrati.

### Riproduzione
Si tratta di uccelli monogami, il cui periodo riproduttivo va da febbraio a maggio.
I partner collaborano nella costruzione del nido e nell'allevamento della prole: il nido ha forma globosa e si compone di rametti e fibre vegetali esternamente e di piumino e materiale soffice all'interno, dove la femmina depone 3-4 uova che provvede a covare da sola (mentre il maschio rimane di guardia nei pressi e si occupa di procacciare il cibo per entrambi) per circa due settimane.

I pulli sono ciechi ed implumi alla schiusa: essi vengono nutriti e accuditi da ambedue i genitori, divenendo in grado d'involarsi attorno alle tre settimane dalla schiusa ed allontanandosi definitivamente dal nido attorno al mese di vita circa.

## Distribuzione e habitat

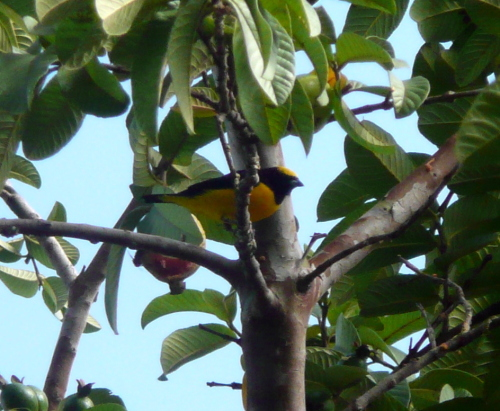
Maschio a Cagua.

A dispetto sia del nome comune che del nome scientifico, l'eufonia di Trinidad non vive solo a Trinidad, ma è diffusa in un areale che comprende anche tutta la fascia a nord dell'Orinoco del Venezuela (con una popolazione che vive a sud del fiume nel centro-nord del Bolívar) ed il nord della Colombia (dal dipartimento dell'Atlàntico al dipartimento di Antioquia, oltre al basso e medio corso del Rio Magdalena).
L'habitat di questi uccelli è rappresentato dalle aree boschive sia secche che umide, anche poco alberate, dalla foresta a galleria e anche dalle aree di radura o cespugliose sul limitare della foresta, oltre alle aree degradate e antropizzate come la foresta secondaria, i campi da taglio, coltivazioni e piantagioni e perfino le aree suburbane, come giardini e parchi alberati.